# Hypericum pseudopetiolatum
Hypericum pseudopetiolatum är en johannesörtsväxtart som beskrevs av Keller. Hypericum pseudopetiolatum ingår i släktet johannesörter, och familjen johannesörtsväxter. Inga underarter finns listade i Catalogue of Life.